# Сімейні цінності
Сімейні цінності — культурні або традиційні цінності, що стосуються структури, функції, ролі, поглядів та ідеалів сім'ї.

## Світське трактування

### Україна
Стаття 51 Конституції України твердить, що сім'я, дитинство, материнство і татівство охороняються державою. Сім'я, дитинство, материнство і батьківство охороняються державою.

## Релігійне трактування
Традиційний християнський погляд на шлюб і сім'ю заснований на розумінні людини як створеного Богом істоти, що належить одному з двох статей (чоловік або жінка), які в шлюбі доповнюють один одного. Відмінності між статями розглядається як особливий дар Творця. За традицією основними цілями шлюбу вважаються: народження і виховання дітей, взаємна допомога і засіб до приборкання плотської хтивості (1 Кор. 7:2-6). Народження і виховання дітей займає особливо важливе місце в розумінні традиційного християнського шлюбу, а навмисна відмова від народження дітей з егоїстичних мотивів розглядається як гріх.

## Захист в Україні
У Верховній Раді IX скликання понад 300 депутатів створили міжфракційне об'єднання «Цінності. Гідність. Сім'я». Своєю метою об'єднання проголосило «захист вічних цінностей українського суспільства і протидія спробам знищити фундаментальне природне право в ім'я політичної моди; підготовка і прийняття законів, які сприятимуть зміцненню сімейних цінностей, принципів гідного суспільства і вихованню на основі сімейних цінностей дітей і молоді; а також популяризація і донесення широкого спектра світової консервативної думки в українську інтелектуальну спільноту дури».